# Scilla luciliae
La gloria de las nieves (Scilla luciliae) es una especie de planta con flores perteneciente la familia de las asparagáceas.

## Descripción
Esta especie geófita y bulbosa, es muy parecida a Chionodoxa forbesii (actualmente, Scilla forbesii), pero solo tiene 2 o 3 flores por tallo y estas tienen pétalos lilas un poco más anchos y más suaves y un punto blanco central más pequeño.

## Distribución y hábitat
El área de distribución nativa de esta especie es el oeste de Turquía. Crece principalmente en el bioma templado.

## Taxonomía
La especie fue descrita inicialmente como Chionodoxa luciliae por Pierre Edmond Boissier y publicada en Diagnoses Plantarum Orientalium Novarum, ser. 1 5: 61-62, en 1844, actualmente es tanto un sinónimo como el basónimo de esta; y ulteriormente, sería transferida al género Scilla por Franz Speta en Oesterreichische Botanische Zeitschrift 119(1–3): 14, en 1971.

#### Etimología
luciliae: epíteto otorgado en honor de Lucile Boissier, la esposa del botánico y explorador suizo Pierre Edmond Boissier (1810 – 1885).